# Вернер Лукас
Вернер Георг Еміль Лукас (нім. Werner Georg Emil Lucas; 27 грудня 1917, Берлін, Німецька імперія — 24 жовтня 1943, Лейден, Нідерланди) — німецький льотчик-ас винищувальної авіації, гауптман люфтваффе. Кавалер Лицарського хреста Залізного хреста.

## Біографія
Після закінчення льотної школи зарахований в 4-у ескадрилью 3-ї винищувальної ескадри. Учасник Французької кампанії і Німецько-радянської війни, командир своєї ескадрильї. 24 жовтня 1943 року його літак (BF.109G) був збитий у бою і Лукас загинув. 
Всього за час бойових дій збив 106 літаків, в тому числі 100 радянських (з них 31 Іл-2).

## Нагороди
- Нагрудний знак пілота
- Залізний хрест 2-го і 1-го класу
- Почесний Кубок Люфтваффе (2 жовтня 1941)
- Авіаційна планка винищувача в золоті з підвіскою
- Нагрудний знак «За поранення» в чорному
- Німецький хрест в золоті (27 березня 1942)
- Лицарський хрест Залізного хреста (19 вересня 1942) — за 52 перемоги.